# Ropalopus lederi
Ropalopus lederi är en skalbaggsart som beskrevs av Ludwig Ganglbauer 1882. Ropalopus lederi ingår i släktet Ropalopus och familjen långhorningar.
Artens utbredningsområde är Iran. Inga underarter finns listade i Catalogue of Life.